# HD 92449
HD 92449，又名CP-54 3915，SAO 238309、HR 4180，是一颗恒星，视星等为4.28，位于銀經284.98，銀緯2.59，其B1900.0坐标为赤經10h 35m 19.5s，赤緯-55° 2.59′ 56″。